# Angélica Ksyvickis
Angélica Ksyvickis, nota anche semplicemente come Angélica (Santo André, 30 novembre 1973), è una cantante, conduttrice televisiva, attrice e ballerina brasiliana di origine lituana.

## Biografia
Ha iniziato la sua carriera a 4 anni, ricevendo il titolo di bambina più bella di tutto il Brasile in uno show di Chacrinha . All'età di 9 anni è apparsa nella miniserie Avenida Paulista. A 13 ha sostituito Xuxa alla conduzione del programma per bambini Clube da Criança.
La popolarità di Angélica è esplosa nel 1988 quando il suo singolo Vou de táxi - una cover di Joe le taxi, brano della cantante francese Vanessa Paradis - ha raggiunto la vetta delle classifiche musicali brasiliane, superando anche la versione originale.
Fra la fine degli anni '80 e l'inizio degli anni '90 ha recitato in diversi film col gruppo comico Os Trapalhões.
Nel 1993 è diventata un volto di SBT, presentando quindi lo spettacolo di varietà per bambini Casa da Angelica. Ha condotto poi il programma televisivo per adolescenti Passa ou Repassa e TV Animal.
Nel 1996 ha firmato un contratto di 7 anni con Rede Globo per presentare il suo spettacolo Angélica, abbinato a Caça Talentos, una serie televisiva di cui era la protagonista. Gli ascolti sono stati notevoli, rendendo Angélica più famosa di Xuxa, che è così stata per la prima volta superata in popolarità.
Angélica ha venduto in carriera oltre 13 milioni di copie dei suoi album, 13 dei quali sono stati pubblicati tra il 1988 e il 2001.
A tre mesi dalla scadenza del contratto con la Globo, è stata scelta come presentatrice di Video Show, un game show in cui ogni settimana, dal lunedì al venerdì, si sfidavano due celebrità.  Grazie al successo del programma, Angélica ha potuto partecipare a molte campagne pubblicitarie e apparire sulle copertine delle più importanti riviste del Paese. 
Nel 2006 ha condotto Estrelas, una trasmissione dedicata alla vita intima delle star.
Ha vinto per due volte il prestigioso Troféu Imprensa e ottenuto numerosi altri riconoscimenti.

## Vita privata
Angélica Ksyvickis nel 1989 ha iniziato una relazione con l'attore e conduttore televisivo César Filho: i due si sono poi fidanzati nel 1995, ma l'anno dopo hanno annunciato la fine del rapporto, nonostante fosse già stata programmata la data delle nozze. La cantante-attrice si è in seguito sentimentalmente legata al collega Mauricio Mattar e ad altri uomini. Dal 2004 è sposata col telegiornalista Luciano Huck. I due sono apparsi insieme molte volte in TV. Dal matrimonio sono nati tre figli, Joaquim, Benício ed Eva.